# Trifun Đukić
Trifun Đukić, srbski pesnik in prevajalec, * 10. januar 1889, Breskut, Črna gora, † 24. julij 1966, Beograd.

## Življenje in delo
Napisal je več pesniških zbirk: K višavam, Pisma z neba, Ovenčani sen;  pisal literarne orise in sestavljal šolske učbenike, k Njegoševemu Gorskemu venecu je napisal komentar in setavil Pregled književnega delovanja Črne gore od vladike Vasilija do 1918. Iz svetovne literature je prevajal Goethea, Dantea, Puškina in Byrona. Iz slovenščine pa je v srbohrvaščino prevajal predvsem Prešerna, prepesnil je Sonetni venec in druge pesmi, ki so izšle v dveh zbirkah (Pesme, 1932; Odabrane pesme, 1950), Župančiča (Ciciban, 1946, 1965; Izbor pesama, 1978), Aškerca (Odabrane pesme, 1952) in Gregorčiča (Soči, 1966). Njegovi prevodi se odlikukejo po zvestobi, živi besedi in pesniški svobodi.